# Município de Noble (condado de Defiance, Ohio)
O município de Noble (em inglês: Noble Township) é um município localizado no condado de Defiance no estado estadounidense de Ohio. No ano de 2010 tinha uma população de 6.326 habitantes e uma densidade populacional de 103,41 pessoas por km².

## Geografia
O município de Noble encontra-se localizado nas coordenadas 41° 18′ 41″ N, 84° 24′ 05″ O. Segundo a Departamento do Censo dos Estados Unidos, o município tem uma superfície total de 61.18 km², da qual 60,62 km² correspondem a terra firme e (0,91 %) 0,56 km² é água.

## Demografia
Segundo o censo de 2010, tinha 6.326 habitantes residindo no município de Noble. A densidade populacional era de 103,41 hab./km². Dos 6.326 habitantes, o município de Noble estava composto pelo 90,15 % brancos, o 2,99 % eram afroamericanos, o 0,3 % eram amerindios, o 0,66 % eram asiáticos, o 3,27 % eram de outras raças e o 2,62 % eram de uma mistura de raças. Do total da população o 8,62 % eram hispanos ou latinos de qualquer raça.